# Sarazanmai
Sarazanmai (さらざんまい) est une série d'animation japonaise créée par Kunihiko Ikuhara. Elle est une production conjointe entre les studios MAPPA et Lapin Track (en) dont les onze épisodes sont initialement diffusés au Japon entre le 12 avril et le 21 juin 2019 sur Fuji TV, dans la case-horaire noitaminA. La série suit un groupe de trois collégiens qui sont transformés en kappa afin de collecter des shirikodama, une boule mythique située dans l'anus qui contient la manifestation physique des désirs d'une personne ; Ikuhara a largement développé la série comme une histoire sur les yōkai pour un public adulte.
Dans les pays francophones, la série est diffusée par Wakanim. Dans les pays anglophones, elle est diffusée en simulcast par Crunchyroll tandis qu'une version doublée en anglais a été produite par Funimation. La série a été saluée par la critique pour la qualité de son animation et sa richesse thématique, notamment sa focalisation sur l'anticapitalisme et le matérialisme, mais a été critiquée pour sa narration compressée. Sarazanmai a connu plusieurs adaptations, notamment sous forme de mangas, light novels, radio drama et pièce de théâtre.

## Synopsis
Après avoir accidentellement brisé une statue d'un kappa qui sert de dieu gardien du district d'Asakusa, les collègiens Kazuki, Toi et Enta sont transformés en kappa par Keppi, le prince du royaume Kappa. Ils viennent assister Keppi dans la collecte des « Coupelles d'espoir », qui réalisent les souhaits de celui qui les possède. Les coupelles sont acquis en collectant le « shirikodama » (尻子玉) des zombies créé par Reo et Mabu, des agents de l'Empire Loutre. L'Empire Loutre, sous l'apparence de « Kappazon, Inc. », qui contrôle la société en manipulant les désirs des masses, et est l'ennemi du royaume Kappa depuis des générations. Pour vaincre les zombies, les garçons doivent réaliser le « sarazanmai » (さらざんまい), qui ne peut être produit que lorsque les trois sont unis. Néanmoins, ils ont du mal à se connecter, car à chaque fois qu'ils tentent de l'exécuter, l'un des secrets des garçons est révélé.

## Personnages

### Personnages principaux
Kazuki Yasaka (矢逆 一稀, Yasaka Kazuki)
Voix japonaise : Ayumu Murase,
Toi Kuji (久慈 悠, Kuji Tōi)
Voix japonaise : Kōki Uchiyama,
Enta Jinnai (陣内 燕太, Jinnai Enta)
Voix japonaise : Shun Horie (ja),

### Yōkai
Keppi (ケッピ, Keppi)
Voix japonaise : Junichi Suwabe,
Reo Niiboshi (新星 玲央, Niiboshi Reo)
Voix japonaise : Mamoru Miyano,
Mabu Akutsu (阿久津 真武, Akutsu Mabu)
Voix japonaise : Yoshimasa Hosoya (ja),
Sara Azuma (吾妻 サラ, Azuma Sara)
Voix japonaise : Teiko Kagohara (ja)
Otter (カワウソ, Kawauso)
Voix japonaise : Takaya Kuroda (ja)
Zombies (ゾンビ, Zonbi)
Voix japonaise : Ryō Katō (ja)

### Autres personnages
Chikai Kuji (久慈 誓, Kuji Chikai)
Voix japonaise : Kenjirō Tsuda (ja)
Haruka Yasaka (矢逆 春河, Yasaka Haruka)
Voix japonaise : Rie Kugimiya
Otone Jinnai (陣内 音寧, Jinnai Otone)
Voix japonaise : Mariya Ise

## Production

### Développement
En août 2017, MAPPA a répertorié une offre d'emploi pour recruter du personnel pour un « travail réalisé par Kunihiko Ikuhara », annonçant de fait l'existence d'une série qui sera produite par Ikuhara et le studio. La série a été officiellement annoncée sous le nom de Sarazanmai le 6 mars 2018 lors d'un marathon de trois jours diffusant la série Utena, la fillette révolutionnaire sur Niconico, avec l'une des trois bandes-annonces différentes à la fin de chaque jour de programmation,,. Une bande-annonce complète a été publiée en cinq parties sur la chaîne YouTube de noitaminA, la première partie étant publiée le 4 octobre 2018 et la dernière partie le 1er novembre 2018.
La série de onze épisodes est créée par Ikuhara et produite par MAPPA et Lapin Track (en). L'histoire originale est attribuée à « Ikunirappa » (un mot-valise de « Ikuhara », « Lapin Track » et « MAPPA »), semblable à la façon dont le précédent travail de réalisation d'Ikuhara, Yuri Kuma Arashi, a été crédité à « Ikunigomamonaka ». L'équipe principale de production comprend Ikuhara et Teruko Utsumi en tant que scénaristes, Nobuyuki Takeuchi en tant que réalisateur en chef (qui a précédemment collaboré avec Ikuhara sur Utena et Mawaru-Penguindrum) ; l'illustrateur Miggy en est le character designer original, tandis que Kayoko Ishikawa a adapté les conceptions de personnage pour l'animation et sert de directeur d'animation en chef. Le générique de clôture de la série est réalisé par le cinéaste et graphiste Tao Tajima.

### Conception
Ikuhara a déclaré que son inspiration principale derrière Sarazanmai était un désir de créer une série sur les kappa. Comme la majorité des histoires sur les yōkai sont des fables pour enfants, il a souhaité créer une histoire sur les yōkai pour un public adulte,. Les éléments plus sensationnalistes de l'intrigue de Sarazanmai, tels que le rôle central de l'extraction de shirikodama, ont été intentionnellement omis du pitch de la série pour améliorer les chances que la production de la série soit approuvée, Ikuhara déclarant que « lorsque vous créez un anime original, vous pouvez apparaître avec quelques idées vraiment décalées, mais le pitch peut ne pas passer. C'est pourquoi il faut ajouter les choses vraiment farfelues après que le projet a déjà été approuvé ».
Ikuhara a en outre déclaré qu'il souhaitait créer une série où les principaux protagonistes étaient des hommes, contrairement aux récits centrés sur les femmes de ses précédents productions du réalisateur. Le quartier d'Asakusa a été choisi comme cadre de la série pour son mélange d'éléments historiques et contemporains.

### Bande originale
La bande originale de la série est composée par Yukari Hashimoto. Sarazanami propose deux indicatifs musicaux : Kana-Boon (ja) a produit la chanson du générique d'introduction intitulée Massara (ja) (まっさら), tandis que the peggies interprète celle du générique de fin Stand By Me (ja) (スタンドバイミー),. Deux chansons originales sont présentées dans la série, toutes deux composées par Hashimoto et écrites par Ikuhara : Sarazanmai no uta (さらざんまいの歌, litt. « Le Chant de Sarazanmai ») et Kawausoiya (カワウソイヤァ). Aniplex a publié deux disques de la bande originale de la série : Sarazanmai Music Collection, qui recueille la partition originale de la série, et Sarazanmai no uta / Kawausoiya, qui recueille les chansons originales de la série.

## Diffusion
Sarazanmai a été diffusé pour la première fois au Japon entre le 12 avril et le 21 juin 2019 dans la case-horaire noitaminA de Fuji TV. Dans les pays francophones, la série est diffusée en simulcast par Wakanim. Pour les pays anglophones, Crunchyroll diffuse en simulcast une version sous-titrée tandis que Funimation diffuse une version doublée en anglais de la série.

### Liste des épisodes
| No | Titre français                                             | Titre japonais                 | Titre japonais                 | Date de 1re diffusion |
| No | Titre français                                             | Kanji                          | Rōmaji                         | Date de 1re diffusion |
| -- | ---------------------------------------------------------- | ------------------------------ | ------------------------------ | --------------------- |
| 1  | Je veux qu'on soit liés, quitte à mentir                   | つながりたいけど、偽りたい     | Tsunagaritaikedo, itsuwaritai  | 12 avril 2019         |
| 2  | Je veux qu'on soit liés, quitte à voler                    | つながりたいけど、奪いたい     | Tsunagaritaikedo, ubaitai      | 19 avril 2019         |
| 3  | Je veux qu'on soit liés, mais je ne suis jamais récompensé | つながりたいけど、報われない   | Tsunagaritaikedo, mukuwarenai  | 26 avril 2019         |
| 4  | Je veux qu'on soit liés, mais tu n'es pas là               | つながりたいけど、そばにいない | Tsunagaritaikedo, soba ni inai | 3 mai 2019            |
| 5  | Je veux qu'on soit liés, mais c'est inacceptable           | つながりたいけど、許されない   | Tsunagaritaikedo, yurusarenai  | 10 mai 2019           |
| 6  | Je veux qu'on soit liés, je n'abandonnerai jamais          | つながりたいから、諦めない     | Tsunagaritaikara, akiramenai   | 17 mai 2019           |
| 7  | Je veux qu'on soit liés, quitte à trahir                   | つながりたいけど、裏切りたい   | Tsunagaritaikedo, uragiritai   | 24 mai 2019           |
| 8  | Je veux qu'on soit liés, mais on ne se verra plus          | つながりたいけど、もう会えない | Tsunagaritaikedo, mō aenai     | 31 mai 2019           |
| 9  | Je veux qu'on soit liés, mais tu ne comprends pas          | つながりたいけど、伝わらない   | Tsunagaritaikedo, tsutawaranai | 7 juin 2019           |
| 10 | Je veux qu'on soit liés, mais c'est impossible             | つながりたいけど、つながれない | Tsunagaritaikedo, tsunagarenai | 14 juin 2019          |
| 11 | Je veux qu'on soit liés par Sarazanmai                     | つながりたいから、さらざんまい | Tsunagaritaikara, sarazanmai   | 21 juin 2019          |

## Adaptations

### Manga
Une série dérivée adaptée sous forme de manga, Reo to Mabu: Futari wa Sarazanmai (レオとマブ～ふたりはさらざんまい) est prépubliée par l'éditeur Gentōsha, dans le magazine RuTile les mois impairs et dans le webzine RuTile Sweet les mois pairs entre le 22 mai 2018 et le 22 mars 2019. La série est compilée en un tankōbon publié le 22 mars 2019  (ISBN 978-4-344-84420-9). Le manga est publié en version anglaise par Seven Seas Entertainment sous le titre 'Sarazanmai: Reo and Mabu le 12 mai 2020.
Une anthologie officielle composée de travaux de collaborateurs passés et présents d'Ikuhara parmi lesquels Misaki Saitō, Chiho Saito (en), Lily Hoshino, Akiko Morishima et Asumiko Nakamura, est publiée par RuTile le 30 janvier 2020,.

### Light novel
Une adaptation en light novel écrite par Ikuhara et Utsumi avec des illustrations de Miggy est publiée par Gentōsha, le premier volume le 16 avril 2019 et le second le 7 août 2019.

### Autres médias
Une émission de radio, PreZanmai, animée par Kunihiko Ikuhara et le doubleur de Keppi, Junichi Suwabe, est diffusée en ligne et sur A&G Plus au Japon entre le 5 janvier 2019 et le 28 juin 2019.
Une pièce de théâtre adaptant l'anime intitulée Sara ni Sarazanmai: Ai to Yokubō no Stage est annoncée le 12 septembre 2019. La pièce, écrite et dirigée par Naohiro Ise et supervisée par Ikuhara, est jouée au Theater 1010 à Tokyo du 28 novembre 2019 au 1er décembre 2019 et au Cool Japan Park Osaka à Osaka les 7 et 8 décembre 2019. Teiko Kagohara, doubleuse de Sara Azuma dans la série d'animation, reprend son rôle dans la pièce.

## Thème et références

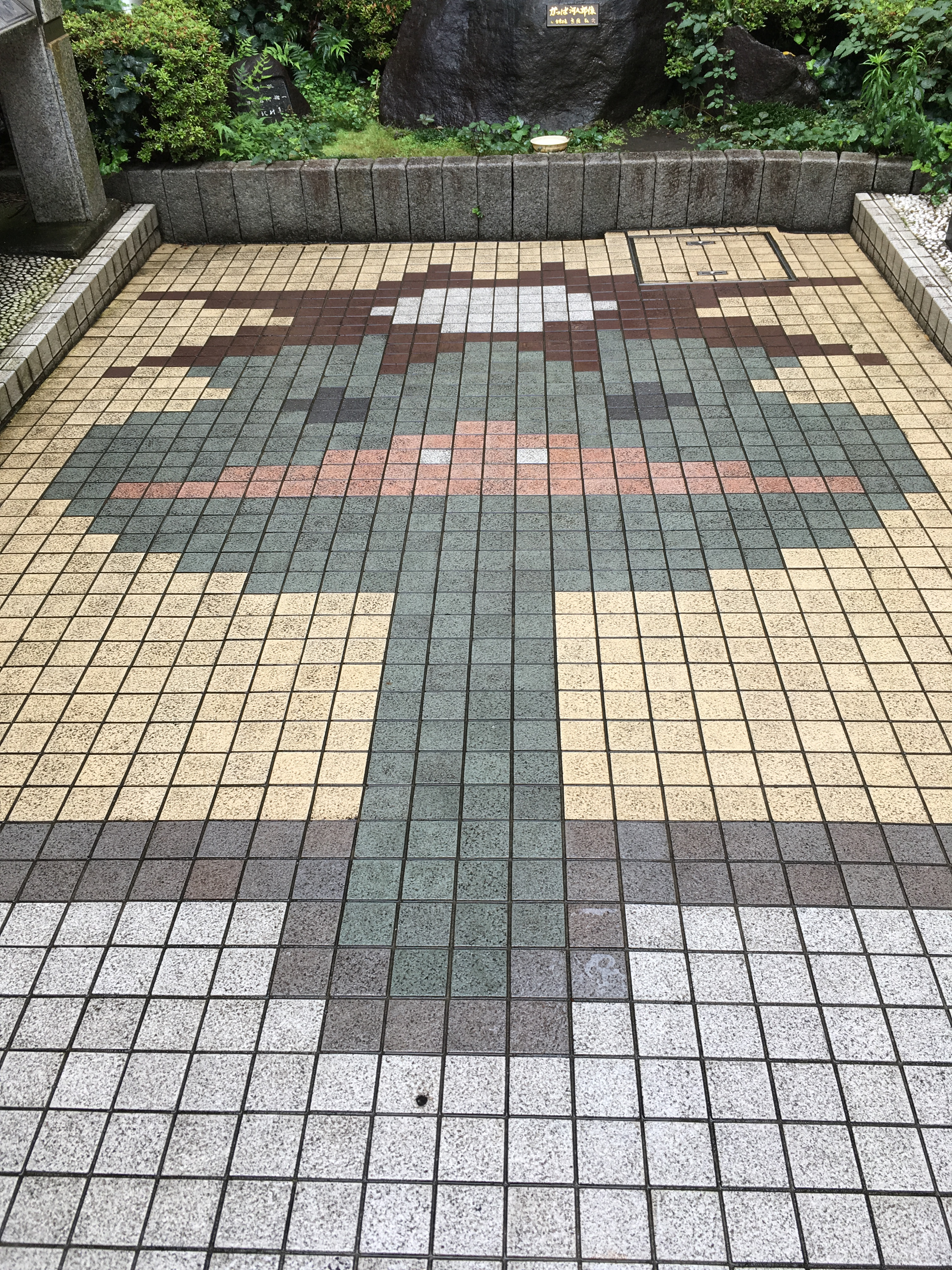
Une mosaïque d'un kappa sur une place dans la rue Kappabashi-dōri à Tokyo, qui apparaît comme une place centrale de la série.

Le thème principal de Sarazanmai est à propos « des connexions » auquel Kunihiko Ikuhara en a discuté dans une interview pour le Pash! Plus : « Nous vivons à une époque où, avec nos smartphones et les médias sociaux, la connexion avec les gens est une activité quotidienne - alors je voulais demander, qu'est-ce que tout cela signifie ? Que voulons-nous en faire ? Et j'ai fait de ces questions un thème central de cette série, et je voulais regarder des choses comme la façon dont il y a ce mélange conflictuel d'émotions où vous avez ce désir de vous connecter avec quelqu'un, mais cette connexion peut aussi faire mal. Si vous maintenez la connexion, où va-t-elle nous mener ? Qu'arrive-t-il aux connexions perdues ? Avons-nous même besoin de connexions ? »
De même que les précédentes œuvres d'Ikuhara, le contenu thématique de Sarazanmai est en référence directe aux principaux événements et systèmes mondiaux. Sarazanmai a été inspiré en partie par le séisme de 2011 de la côte Pacifique du Tōhoku, qui ont orienté la série sur le matérialisme ; dans une interview avec le Japan Post, Ikuhara a déclaré que la catastrophe était une leçon sur la façon dont « les choses matérielles peuvent être endommagées et ne sont pas éternelles. J'ai le sentiment que les jeunes ont un désir de se connecter les uns aux autres au lieu d'un désir de matériel des choses ». La position anticonsumérisme de la série s'exprime le plus excessivement à travers les zombies kappa, qui tournent autour d'objets spécifiques livrés par « Kappazon », une référence à Amazon.
Par conséquent, Sarazanmai rend explicite le thème de l'anticapitalisme, que la critique Gabriella Ekens a décrit comme ayant « opéré sous la surface des précédentes séries d'Ikuhara, mais sans jamais atteindre le niveau du texte explicite ». Ekens soutient que le message anticapitaliste de la série se manifeste le long de trois éléments principaux de l'intrigue : la soumission de Reo et Mabu à l'Empire Loutre comme une expression de l'élévation sélective du capitalisme de personnes appartenant à des groupes marginalisés à des postes d'autorité ; le pacte faustien de Chikai avec le capital pour sauver sa famille menant à sa mort ; et Kappazon et l'Empire Loutre représentant la tendance du capitalisme à la monopolisation et à l'exploitation.
Le mot « Sarazanmai » est dérivé du mot sara (サラ, litt. « assiette »), se référant aux « assiettes » situées sur les têtes de kappa dont ils tirent prétendument leur pouvoir, et le suffixe -zanmai (ざんまい), se référant à l'indulgence. C'est aussi une variation proche de sarasanmai (litt. « trois plaques »), une référence aux trois personnages principaux qui sont transformés en kappa. Le cadre de la série d'Asakusa et d'Ueno est l'emplacement de Kappabashi-dōri (aussi qualifié de « Ville cuisine »), dont le nom est un jeu de mots sur la prolifération de l'imagerie des kappa et des grossistes de vaisselle du quartier.

## Accueil
Sarazanmai a été accueilli positivement par les critiques et a été classée comme l'une des meilleures séries de la saison des anime du printemps 2019 par James Beckett et Christopher Farris dans les classements trimestriels de la saison des anime d'Anime News Network. Dans sa critique de la série pour Kotaku, Christopher Lee Inoa a fait l'éloge de Sarazanmai comme étant « la série la plus optimiste, rationalisée et réaliste (oui, vraiment) d'Ikuhara à ce jour ». Inoa caractérise la série comme « un pas en avant positif pour la carrière d'Ikuhara après le désordre qu'était Yuri Kuma Arashi », notant cela bien que Sarazanmai est une série plus courte, les problèmes de production et la narration compressée de Yuri Kuma Arashi ne sont pas présents. Dans sa critique de la série pour Comic Book Resources, Reuben Baron a salué l'animation de la série, la qualifiant de « l'anime de loin le plus impressionnant réalisé par Ikuhara dans une perspective strictement centrée sur l'animation » en dehors de son film L'Apocalypse de l'adolescence de 1999, et a spécifiquement noté sa représentation positive des personnages gays.
En examinant la série pour Anime News Network, la critique Gabriella Ekens a décrit Sarazanmai comme un « spectacle fantastique » mais considère la série étant « [la] moins préférée des oeuvres [d'Ikuhara] », la désignant comme « son œuvre la moins complexe et la plus techniquement défectueuse ». Tandis qu'Ekens fait l'éloge du contenu thématique de la série, elle soutient que Sarazanmai rechape les sujets explorés dans les précédents travaux d'Ikuhara, caractérisant la série comme « répétitive, encore plus que la précédente production d'Ikuhara […] au plus haut niveau de texte ouvert, c'est un peu juste une version épurée de ce qui est devenu l'archétype du récit d'Ikuni ».